# V10 R-League
V10 R-League es una competición de deportes electrónicos de automovilismo virtual. Fue presentada el 5 de agosto de 2020 mediante un tráiler en YouTube.
Ha sido ideada y será producida por Gfinity y Abu Dhabi Motorsport Management, con un formato único entre las competiciones habituales de automovilismo. Se disputará en el videojuego Assetto Corsa con monoplazas de motor V10.

## Creación
Previo al anuncio de esta competición, ambos organizadores anunciaron el 12 de junio de 2020 que se encargarían de crear un nuevo campeonato de carreras.
Con el anuncio de las retransmisiones del evento se confirmó que habrá al menos dos temporadas.

## Ediciones
| Temporada | Ganador            |
| --------- | ------------------ |
| 2020      | Temporada en curso |
| 2021      | Próximamente       |